# Büyük Ada
Büyük Ada (turski: "Veliki otok") je veći od dva otoka u moru ispred grada Karaburuna u pokrajini İzmir, na egejskoj obali Turske.

## Vanjske poveznice
|  | Zajednički poslužitelj ima još gradiva o temi Büyük Ada |